# Lua em Sagitário
Lua em Sagitário é um filme brasileiro de 2016 do estilo romance com road movie, escrito e dirigido por Marcia Paraíso, com co-produção da brasileira Plural Filmes e da argentina Salta Una Rana Filmes. Teve estreia nacional em setembro de 2015, com licença para o Canal Brasil.
Com roteiro direcionado ao público jovem, sobre conflitos de terra e luta de classes no Brasil, através de uma história de amor juvenil, que se passa no oeste do estado de Santa Catarina.
A obra recebeu os prêmios de Melhor Atriz e Menção Honrosa no festival de Avanca (Portugal), de Melhor Filme Infanto-Juvenil no festival de Cinema Itinerante da Língua Portuguesa - FESTin.

## Sinopse
Ana (família conservadora) tem 17 anos e vive na pequena Princesa, cidade fronteiriça entre os países Brasil e Argentina, um lugar com poucas opções modernas de lazer (sem sinal de celular e sem internet banda larga). Seu refúgio é "a caverna", um misto de lanhouse e sebo de livros e discos, do argentino LP. Onde Ana conhece e apaixona-se por Murilo (Trabalhadores Rurais Sem Terra), um amor proibido que a faz fugir na aventura de cruzar o estado de moto para participar de um festival musical.

## Elenco
- Manuela Campagna;
- Fagundes Emanuel
- Clara Ferrari
- Jean Pierre Noher;
- Andrea Buzato;
- Chico Caprário;
- Elke Maravilha;
- Serguei;
- Ana Cecília Costa;
- Mitzi Evelyn;
- Antonio Saboia;
- Raquel Stupp, e;
- Avito Correa.

## Prêmios
| Ano  | Prêmio/Festival                                             | Categoria                                                                 |
| ---- | ----------------------------------------------------------- | ------------------------------------------------------------------------- |
| 2016 | Avanca Film Festival                                        | Menção Especial Longa-metragem e Melhor Atriz na Competição Internacional |
| 2017 | Durban International Film Festival                          |                                                                           |
| 2017 | Festival de Cinema Itinerante da Língua Portuguesa - FESTin | Prêmio Melhor Filme                                                       |